# 다나 (2009년 드라마)
《다나》(필리핀어: Darna)는 2009년 방영된 필리핀의 텔레비전 드라마이다.